# 太田資美
太田 資美（おおた すけよし）は、江戸時代後期の大名。遠江国掛川藩の第7代(最後の)藩主。上総国松尾藩知事。掛川藩太田家11代。

## 生涯
第5代藩主・太田資始の七男（先代藩主・太田資功の四男との説もある）。文久2年（1862年）3月29日、養父・資功の死去により、家督を継いだ。わずか8歳であり、資始が補佐したと伝わる。慶応4年（1868年）1月14日、旧幕府から駿府城の守備を命じられる。同年2月1日、駿府城から撤退する。同年3月21日、新政府への恭順の姿勢を示すために上洛し、同年3月26日、参内する。同年4月15日、従五位下・備中守に叙任する。同年9月21日、駿河国・遠江国・三河国に徳川家達が移封となったため、上総夷隅郡内5万3000石余に移封を命じられる。同年11月10日、上総山辺郡内5万3350石へ移封を改めて命じられる。明治2年（1869年）5月16日、「柴山藩」を称することにする。明治2年（1869年）6月17日、版籍奉還で知藩事となる。その後、武射郡内に松尾城を築城して明治4年（1871年）1月に藩庁を移し、松尾藩に改称した。資美は藩校の「教養館」や病院「好生所」などの創設に尽力し、財政政策のため、物産会所を設置し、養蚕を奨励するなど、わずか4年の期間ながら優れた手腕を見せた。
明治4年（1871年）7月15日、廃藩置県で知藩事職を免ぜられる。明治9年（1876年）12月、宮中祗候に就任する。明治17年（1884年）7月8日に子爵を叙爵。明治期には慶應義塾が外国人教師（クリストファー・カロザースら）を招く際の財的支援や、東京仏学校（法政大学の前身の一つ）の設立に尽力するなど教育・芸術関連に貢献した。

## 家族
父母
- 太田資始（実父）
- 太田資功（養父）

妻
- 薬普（普子、1855-1901） ー 間部詮勝の娘。自宅庭前の古池に投身自殺[3]。

子女
- 太田資業（長男）子爵。妻の楳子は子爵戸田忠行の五女[4]。
- 太田倉子（四女） ー 成瀬正雄（成瀬正勝の父）の妻